# Skagen Radio
Skagen Radio blev oprettet i 1945 som kystradiostation med kaldesignalet OXP. Skagen Radio blev nedlagt i 1993 og ikke længere bemandet, men fjernbetjenes nu af Lyngby Radio.
| Radio | Spire Denne artikel om radio eller radioprogrammer er en spire som bør udbygges. Du er velkommen til at hjælpe Wikipedia ved at udvide den. |

57°44′19″N 10°34′29″Ø / 57.73861°N 10.57472°Ø